# Il seme del fico sacro
Il seme del fico sacro (in persiano دانه‌ی انجیر معابد‎, Dāne-ye anjīr-e ma'ābed, lett. "Il seme del fico dei templi") è un film del 2024 diretto da Mohammad Rasoulof.
Una co-produzione iraniano-franco-tedesca realizzata senza il benestare del governo iraniano, è stato candidato all'Oscar al miglior film straniero ai premi Oscar 2025 in rappresentanza della Germania.

## Trama
Iman ha appena ottenuto l'ambita promozione a giudice istruttore presso il Tribunale rivoluzionario di Teheran quando un'ondata di proteste popolari inizia a scuotere il Paese. A casa, le sue due figlie Rezvan e Sana, studentesse, sono forti sostenitrici delle proteste, mentre la moglie Najmeh cerca di conciliare gli schieramenti. Quando la sua arma di servizio scompare misteriosamente, la paranoia s'impadronisce di Iman, che comincia a imporre restrizioni sempre più drastiche agli abitanti della casa.

## Produzione
(Il regista Mohammad Rasoulof sull'ispirazione per il film.)
Il film è stato girato clandestinamente, principalmente in interni, per aggirare la censura. Alcune scene in esterna sono state girate fuori Teheran, mentre, per le riprese cittadine, Rasoulof si è servito di materiale d'archivio già esistente girato per dei documentari.
Nel gennaio del 2024, a due terzi delle riprese, Rasoulof è venuto a conoscenza che era stata emessa una sentenza di otto anni di carcere per un caso precedente. I suoi legali si sono appellati ed è riuscito a finire di girare il film. Alcuni mesi dopo, durante la post produzione, un tribunale ha riconfermato la condanna e Rasoulof è riuscito a trasferire il film all'estero dal suo montatore due ore prima che la sentenza diventasse esecutiva.

## Distribuzione
Il film ha avuto la sua anteprima al 77º Festival di Cannes il 24 maggio 2024. Il 1º maggio, in seguito all'annuncio della sua futura inclusione a Cannes, Rasoulof, che in passato aveva già subito condanne e ripercussioni da parte del governo iraniano per i suoi film e documentari, è stato interrogato dalle autorità del Paese e gli è stato revocato il passaporto, così come agli attori e ai membri della troupe. L'8 maggio, il suo legale ha annunciato che Rasoulof era stato condannato per un caso precedente a otto anni di carcere e ad essere sottoposto alla fustigazione, al pagamento di una multa e alla confisca dei suoi beni, con l'accusa di "compromettere la sicurezza del Paese" attraverso le proprie azioni. Pochi giorni dopo, Rasoulof ha lasciato clandestinamente l'Iran, riuscendo quindi a presenziare a Cannes il 24 maggio. Anche alcuni tecnici e le attrici Mahsa Rostami, Setareh Maleki e Niusha Akhshi hanno lasciato il Paese, avendo recitato a capo scoperto nel film, mentre Soheila Golestani è stata arrestata. Le loro famiglie e i membri della troupe rimasti in Iran sono stati sottoposti a minacce e pressioni.
Il film è stato distribuito nelle sale italiane da BiM Distribuzione e Lucky Red dal 20 febbraio 2025.

## Accoglienza

### Incassi
Il film ha incassato poco più di 6,5 milioni di dollari. In Italia ha incassato 554949 €.

### Critica
Il film è stato accolto in maniera unanime dalla critica: su Rotten Tomatoes il 97% dei 158 critici esprime gradimento, con un voto medio di 8,3 su 10; su Metacritic il voto medio di 30 critici è di 84 su 100.
Aldo Spiniello di Sentieri Selvaggi dà al film 3,3 stelle su 5 e scrive che «l’impressione è che l’afflato di Rasoulof abbia perso un po’ di mordente. Soprattutto rispetto a Il male non esiste, dove la percezione dell’abisso che si spalcava nell’anima dei personaggi e nella dinamica dei rapporti era a tratti insostenibile».

## Riconoscimenti
- 2025 – Premio Oscar
  - Candidatura per il miglior film internazionale (Germania)
- 2025 – Golden Globe
  - Candidatura per il miglior film in lingua straniera
- 2024 – Festival di Cannes[15]
  - Premio speciale della giuria
  - Premio FIPRESCI (Concorso)
  - Premio delle giuria ecumenica
  - Premio François-Chalais
  - Premio AFCAE
  - In concorso per la Palma d'oro
- 2024 – Chicago Film Critics Association
  - Candidatura per il miglior film in lingua straniera
- 2024 – Los Angeles Film Critics Association
  - Miglior regista a Mohammad Rasoulof
- 2024 – St. Louis Film Critics Association
  - Miglior regista (2º posto) a Mohammad Rasoulof
  - Candidatura per il miglior film
- 2024 – European Film Awards
  - Candidatura per il miglior film
  - Candidatura per il miglior regista a Mohammad Rasoulof
  - Candidatura per la miglior sceneggiatura a Mohammad Rasoulof
- 2024 – National Board of Review
  - Miglior film in lingua straniera
  - Miglior cinque film stranieri
- 2025 – National Society of Film Critics
  - Miglior film in lingua straniera (3º posto)
- 2025 – Premio César
  - Candidatura per il miglior film straniero
- 2025 – Premio Lumière
  - Migliore coproduzione internazionale